# Fumio Kurokawa
Fumio Kurokawa (jap. 黒川 文男 Kurokawa Fumio; ur. 20 października 1932) – japoński reżyser seriali anime oraz storyboardzista.

## Wybrana filmografia
- 1975: Sindbad
- 1977: Przygody Charlotte Holmes
- 1977: Mali mieszkańcy wielkich gór
- 1979: Wiewiórcze opowieści
- 1983: Dookoła świata z Willym Foggiem
- 1985: Mała księżniczka
- 1987: Małe kobietki
- 1987: Baśnie braci Grimm
- 1989: Księga dżungli
- 1991: Krzysztof Kolumb